# Linosta centralis
Linosta centralis es una espècie de lepidòpter ditrisi de la família dels cràmbids (Crambidae). Va ser descrita per primera vegada per Munroe el 1959. Es troba a Amèrica Central.